# علي ميرزايي عليا (مقاطعة دلفان)
علي ميرزايي عليا (بالفارسية: علی میرزایی علیا) هي مستوطنة تقع في قسم خاوة الجنوبي الريفي (مقاطعة دلفان) في إيران. يقدر عدد سكانها بـ 368 نسمة بحسب إحصاء 2016.